# Monte Scolagarda
Il monte Scolagarda (1.558 m s.l.m.) è una montagna delle Alpi del Monviso nelle Alpi Cozie. Si trova in Piemonte (Provincia di Cuneo).

## Caratteristiche

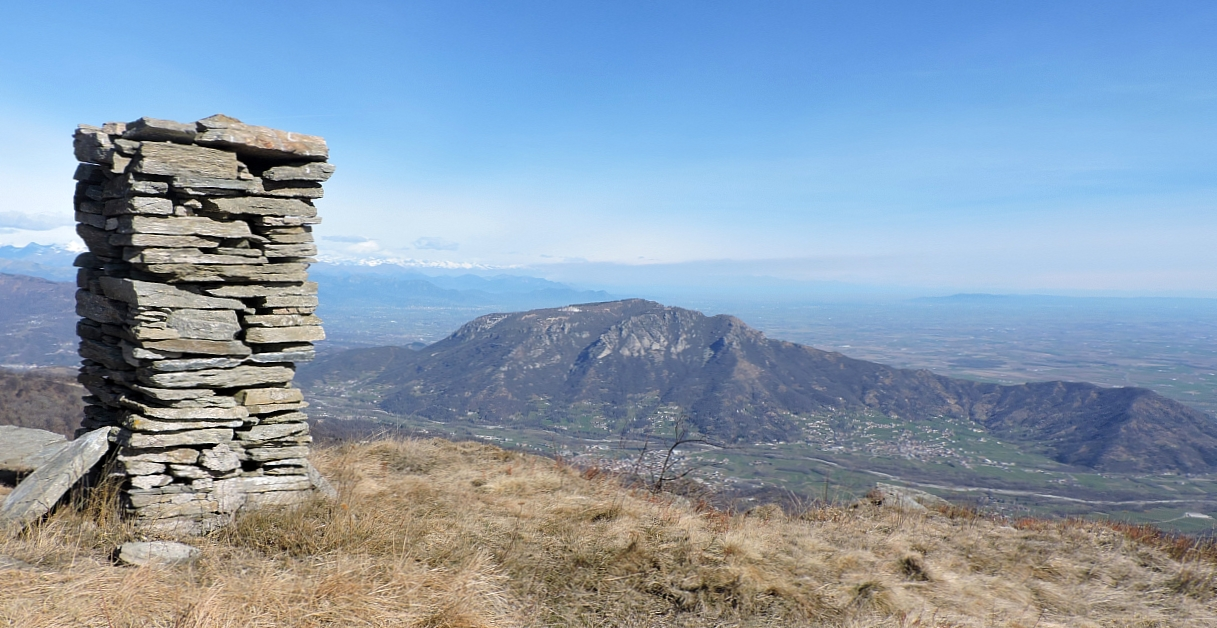
L'ometto a quota 1.558 e, sullo sfondo, il Monte Bracco

La montagna è collocata lungo lo spartiacque tra la Valle Po (a nord) e il Vallone di Gilba, tributario quest'ultimo della Val Varaita. Si trova a sud-est della Rocca del Col, dalla quale è separato dalla Bassa Trafane (1.497 m). Verso est lo spartiacque prosegue con la Rocca San Giovanni (anche detta Il Ciufo, 1434 m) e il colle della Gura. Il monte Scolagarda culmina con due elevazioni: quella più ad est è alta 1.545 m s.l.m. mentre su quella occidentale, alta 1.558 m s.l.m., sorge un grosso ometto di pietra. La montagna si trova sul confine tra i comuni di Sanfront (Val Po) e di Brossasco (Val Varaita).

## Salita alla vetta
La montagna viene salita in genere dal sentiero che percorre il crinale Po/Gilba. La difficoltà di ascensione è valutata di grado E (escursionismo medio).

## Cartografia
- Cartografia ufficiale italiana dell'Istituto Geografico Militare (IGM) in scala 1:25.000 e 1:100.000, consultabile on line
- Istituto Geografico Centrale - Carta dei sentieri 1:50.000 n.6 "Monviso"
- Fraternali editore, Carta dei sentieri e stradale 1:25.000 n.10 "Valle Po Monviso"